# تاكيو هاتاناكا
تاكيو هاتاناكا (باليابانية: 畑中武夫) (و. 1914 – 1963 م) هو عالم فلك من اليابان. ولد في تانابا، واكاياما.
توفي في طوكيو، عن عمر يناهز 49 عاماً.

## التعليم
تعلم في جامعة طوكيو.

## مناصب وهيئات
أدار جامعة طوكيو.